# Sonate pour piano à quatre mains en sol majeur, K. 357/497a
Pour les articles homonymes, voir Sonate pour piano à quatre mains.
La Sonate pour piano à quatre mains en sol majeur, KV 357/497a, est une œuvre inachevée de Mozart composée à la fin de l'été 1786 à Vienne.

## Structure
La sonate se compose de deux mouvements inachevés :
1. Allegro, en sol majeur, à 
, 98 mesures composées, section répétée 2 fois : mesures 1 à 89
2. Andante, en sol majeur, à 
, 160 mesures, sections répétées 2 fois : mesures 112 à 121 en do majeur, mesures 122 à 152

- Durée de l'exécution : environ 13 minutes